# Жуань Линъюй
Жуань Линъюй (кит. трад. 阮玲玉, пиньинь Ruǎn Língyù; 26 апреля 1910, Шанхай — 8 марта 1935, там же), урождённая Жуань Фэнгэн — китайская актриса немого кино. Была очень популярна у себя на родине в начале 30-х годов.

## Биография
Жуань родилась в Шанхае 26 апреля 1910 года. Её детство прошло в бедности. Отец умер в 1916 году, мать прислуживала в богатом доме семьи Чжан. В возрасте шестнадцати лет Жуань бросила школу и стала жить в гражданском браке с сыном семьи, где работала её мать. Их отношения в итоге не сложились, и Жуань вскоре была вынуждена приступить к поискам работы. В 1927 году, благодаря протекции занятого в киноиндустрии старшего брата её любовника, она дебютировала в кино, получив главную роль в фильме «Вместе только формально». В тот же период она взяла псевдоним.
Сначала Жуань работала на киностудии «Минсин», затем в 1930 году перешла на недавно образованную студию «Ляньхуа». Первая же её картина на новом месте — «Воспоминание о Пекине» — обернулась большим успехом, и вскоре Жуань вошла в число ведущих актрис студии.
Наиболее яркими её работами того периода были фильмы «Любовь и долг» (1931), «Три современные женщины» (1933), «Маленькие игрушки» (1933), «Богиня» (1934), где актриса исполнила роль матери-одиночки, которая становится проституткой, чтобы добыть средства на пропитание маленького сына, и др.
В 1932 году, после того, как японцы начали бомбардировку Шанхая, Жуань переехала в Гонконг, но в следующем году ситуация стабилизировалась, актриса вернулась на родину и продолжила работу.

### Гибель
Популярность Жуань привела к тому, что её личная жизнь — разрыв с супругом и отношения с любовником Таном Цзишанем — стала объектом пристального внимания прессы. В итоге актриса не вынесла давления и 8 марта 1935 года покончила с собой, приняв большую дозу снотворного. Её смерть была воспринята обществом как настоящая трагедия. Похоронная процессия, собравшая около 300 тысяч человек, растянулась на пять километров, три поклонницы актрисы наложили на себя руки, а писатель Лу Синь опубликовал в память о Жуань эссе под названием «Слухи — страшная вещь» — именно эти слова содержала в себе предсмертная записка актрисы.

## Память
- В 1992 году Стэнли Кван снял биографическую драму о жизни актрисы под названием «Главная сцена». За воплощение на киноэкране образа Жуань актриса Мэгги Чун получила приз на Берлинском кинофестивале в категории лучшая женская роль.
- В 2005 году на Венском международном кинофестивале прошла ретроспектива фильмов Жуань[5]. Кроме того, картина «Богиня» вошла в 2004 году в программу Фестиваля немого кино в Сан-Франциско[6].